# Strongylacidon zukerani
Strongylacidon zukerani är en svampdjursart som först beskrevs av de Laubenfels 1957.  Strongylacidon zukerani ingår i släktet Strongylacidon och familjen Chondropsidae. Inga underarter finns listade i Catalogue of Life.